# Économiesuisse
Pour l’article homonyme, voir Économie de la Suisse.

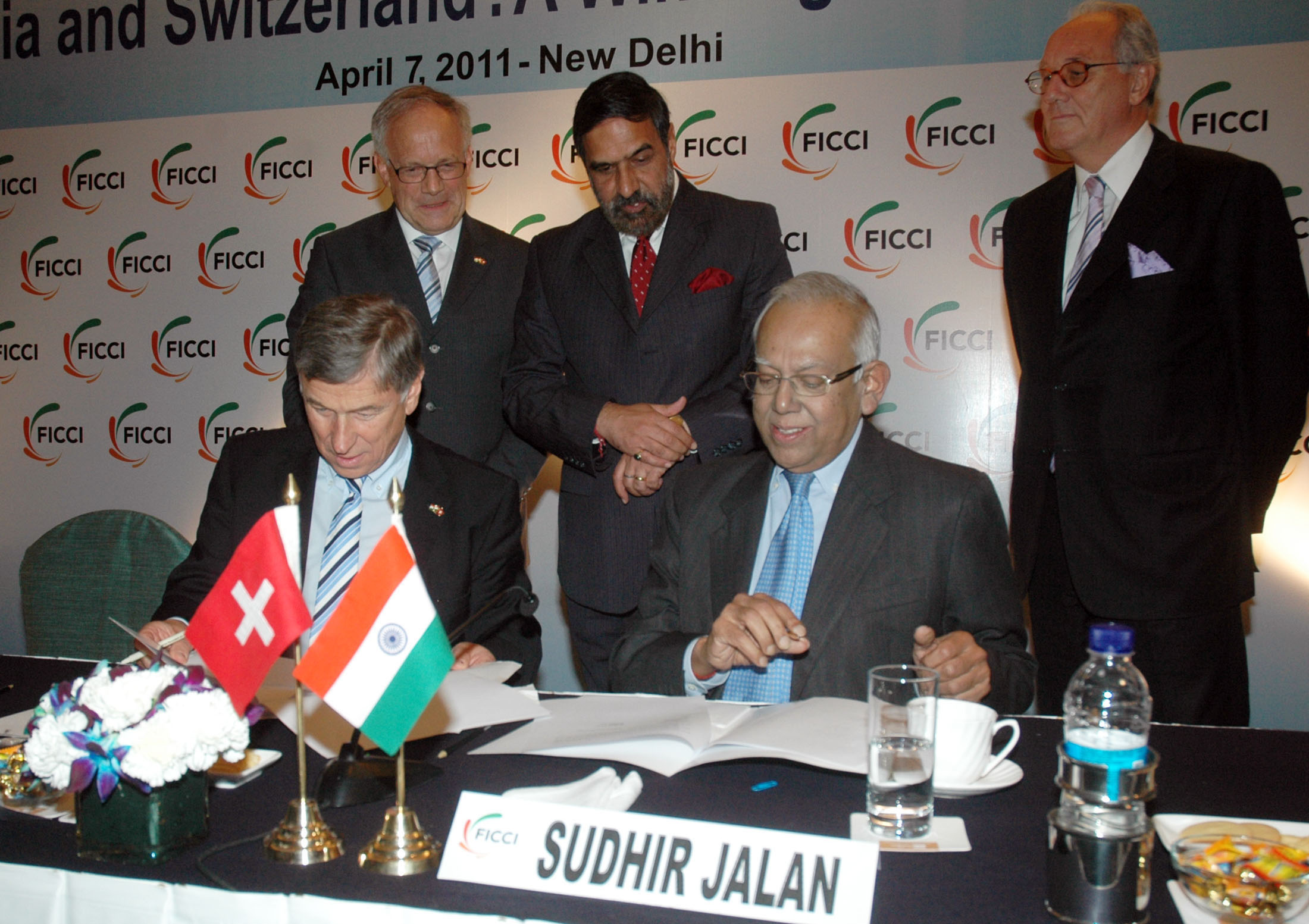
Signature d'un mémorandum d'entente entre Économiesuisse et la Fédération des chambres de commerce et d'industrie indiennes (2011).

Économiesuisse est une organisation patronale suisse, résultant de la fusion en 2000 de la Société pour le développement de l'économie suisse avec l'Union suisse du commerce et de l'industrie (aussi appelée Vorort).

## Histoire

### Union suisse du commerce et de l'industrie (Vorort)
À la suite de plusieurs mouvements sociaux, les patrons s'organisent et se réunissent pour créer en 1870 l'Union suisse du commerce et de l'industrie. En 1882 elle est renommée Vorort.
Le Vorort regroupe donc toutes les associations patronales suisses. Il avait pour but de faire valoir les intérêts du patronat, dans les négociations entre partenaires sociaux et de sauvegarder les intérêts du commerce et de l'industrie au sens le plus large. Le Vorort est l'un des organismes les plus puissants de l'économie suisse. Son nom désigne le comité directeur qui est composé de neuf membres. De 1870 à 1882 l'union n'avait pas un comité permanent, chaque canton membre de l'union cantonale du commerce et de l'industrie prenait tour à tour la direction du comité. Ce système prit fin en 1882 alors que le comité installa définitivement son siège à Zurich. Après 1931, c'est la chambre suisse du commerce, qui est un autre organe de l'Union, qui va choisir le comité.

### Création
Le 15 septembre 2000, l'Union suisse du commerce et de l'industrie (Vorort) a fusionné avec la Société pour le développement de l'économie suisse pour devenir Économiesuisse. Elle représente 100 000 entreprises qui emploient 2 millions de personnes ; elle se donne pour objectif de promouvoir des conditions-cadre optimales pour les entreprises suisses de toutes tailles et le maintien de la liberté d'entreprise.

### Présidents
- depuis octobre 2020 : Christoph Mäder (de)
- 2013 - 2020 : Heinz Karrer (de)
- 2012 - 2013 : Rudolf Wehrli (de)
- 2007 - 2012 : Gerold Bührer
- 2002 - 2007 : Ueli Forster (de)
- 1994 - 2001 : Andreas F. Leuenberger[4]

### Directeurs
- depuis 2014 : Monika Rühl (de)
- 2013 - 2014 : Rudolf Minsch (ad intérim)
- 2007 - 2013 : Pascal Gentinetta
- 1998 - 2007 : Rudolf Ramsauer[4]